# Kramer Island
Kramer Island ist eine 3 km lange und vereiste Insel des Marshall-Archipels vor der Saunders-Küste des westantarktischen Marie-Byrd-Lands. Im Sulzberger-Schelfeis liegt sie zwischen Nolan Island und dem Court Ridge.
Der United States Geological Survey kartierte sie anhand eigener Vermessungen und Luftaufnahmen der United States Navy aus den Jahren von 1959 bis 1965. Das Advisory Committee on Antarctic Names benannte sie 1970 nach Michael S. Kramer, Meteorologe auf der Byrd-Station im Jahr 1968.